# Saison 2012 du Tour européen PGA
Navigation
Édition précédente Édition suivante
Le circuit européen de golf 2012 est le circuit européen de golf qui se déroule sur l'année 2012, entre janvier et novembre 2012. L'évènement est organisé par la PGA européenne et la plupart des tournois se tiennent en Europe. La saison s'articule autour de 46 tournois dont les quatre tournois majeurs que sont le Masters, l'Open américain, l'Open britannique et le championnat de la PGA.

## Tournois
| Dates                  | Tournoi                                                  | Vainqueur                 | Gains totaux |
| ---------------------- | -------------------------------------------------------- | ------------------------- | ------------ |
| 5 au 8 janvier         | Open d'Afrique                                           | Louis Oosthuizen          | 1 015 065 €  |
| 12 au 15 janvier       | Joburg Open                                              | Branden Grace             | 1 289 080 €  |
| 19 au 22 janvier       | Volvo Golf Champions                                     | Branden Grace             | 2 000 000 €  |
| 26 au 29 janvier       | Abu Dhabi Golf Championship                              | Robert Rock               | 2 078 350 €  |
| 2 au 5 février         | CommercialBank Qatar Masters presented by Dolphin Energy | Paul Lawrie               | 1 913 171 €  |
| 9 au 12 février        | Omega Dubai Desert Classic                               | Rafael Cabrera-Bello      | 1 924 297 €  |
| 16 au 19 février       | Avantha Masters                                          | Jbe Kruger                | 1 785 920 €  |
| 22 au 26 février       | WGC-Accenture Match Play Championship                    | Hunter Mahan              | 6 440 370 $  |
| 8 au 11 mars           | Cadillac Championship                                    | Justin Rose               | 6 308 116 €  |
| 15 au 18 mars          | Open de Andalucia Costa Del Sol                          | Julien Quesne             | 1 000 000 €  |
| 22 au 25 mars          | Trophée Hassan II                                        | Michael Hoey              | 1 502 250 €  |
| 29 mars au 1er avril   | Sicilian Open                                            | Thorbjorn Olesen          | 989 970 €    |
| 5 au 8 avril           | Le Masters                                               | Bubba Watson              | 6 124 726 €  |
| 12 au 15 avril         | Maybank Malaysian Open                                   | Louis Oosthuizen          | 1 893 893 €  |
| 19 au 22 avril         | Volvo China Open                                         | Branden Grace             | 2 391 572 €  |
| 26 au 29 avril         | Ballantine's Championship                                | Bernd Wiesberger          | 2 214 912 €  |
| 3 au 6 mai             | Real Suguros Open d'Espagne                              | Francesco Molinari        | 1 988 550 €  |
| 10 au 13 mai           | Open de l'île de Madère                                  | Ricardo Santos            | 675 000 €    |
| 17 au 20 mai           | Volvo World Match Play Championship                      | Nicolas Colsaerts         | 2 750 000 €  |
| 24 au 27 mai           | BMW PGA Championship                                     | Luke Donald               | 4 513 497 €  |
| 31 mai au 3 juin       | ISPS Handa Wales Open                                    | Thongchai Jaidee          | 2 249 718 €  |
| 6 au 9 juin            | Nordea Masters                                           | Lee Westwood              | 1 508 982 €  |
| 14 au 17 juin          | Open américain                                           | Webb Simpson              | 6 433 971 €  |
| 14 au 17 juin          | Open de Saint-Omer                                       | Darren Fichardt           | 508 085 €    |
| 21 au 24 juin          | BMW International Open                                   | Danny Willett             | 2 000 000 €  |
| 28 juin au 1er juillet | Irish Open                                               | Jamie Donaldson           | 2 000 000 €  |
| 5 au 8 juillet         | Open de France                                           | Marcel Siem               | 3 150 000 €  |
| 12 au 15 juillet       | Open d'Écosse                                            | Jeev Milkha Singh         | 3 136 252 €  |
| 19 au 22 juillet       | Open britannique                                         | Ernie Els                 | 6 347 075 €  |
| 25 au 28 juillet       | Open d'Autriche                                          | Bernd Wiesberger          | 994 270 €    |
| 2 au 5 août            | Bridgestone Invitational                                 | Keegan Bradley            | 6 770 017 €  |
| 9 au 12 août           | Championnat de la PGA                                    | Rory McIlroy              | 6 507 051 €  |
| 23 au 26 août          | Johnnie Walker Championship at Gleneagles                | Paul Lawrie               | 1 766 562 €  |
| 30 août au 2 septembre | Omega European Masters                                   | Richie Ramsay             | 2 125 116 €  |
| 6 au 9 septembre       | KLM Open                                                 | Peter Hanson              | 1 802 700 €  |
| 13 au 16 septembre     | Open d'Italie (golf)                                     | Gonzalo Fernández-Castaño | 1 508 982 €  |
| 28 au 30 septembre     | Ryder Cup                                                | Europe                    |              |
| 4 au 7 octobre         | Dunhill Links Championship                               | Branden Grace             | 3 696 952 €  |
| 11 au 14 octobre       | Portugal Masters                                         | Shane Lowry               | 2 241 625 €  |
| 18 au 21 octobre       | Perth International                                      | Bo Van Pelt               | 1 541 836 £  |
| 25 au 28 octobre       | BMW Masters                                              | Peter Hanson              | 5 331 668 €  |
| 5 au 8 novembre        | HSBC Champions                                           | Ian Poulter               | 5 374 693 €  |
| 8 au 11 novembre       | Barclays Singapour Open                                  | Matteo Manassero          | 4 628 289 €  |
| 15 au 18 novembre      | Open d'Afrique du Sud                                    | Henrik Stenson            | 1 000 000 €  |
| 15 au 18 novembre      | Open de Hong Kong                                        | Miguel Angel Jimenez      | 1 570 873 $  |
| 22 au 25 novembre      | Dubai World Championship                                 | Rory McIlroy              | 6 174 996 €  |

## Classement final
| Rang                  | Golfeur            | Points    |
| --------------------- | ------------------ | --------- |
| 1                     | Rory McIlroy       | 5 519 118 |
| 2                     | Justin Rose        | 3 768 345 |
| 3                     | Louis Oosthuizen   | 3 187 364 |
| 4                     | Peter Hanson       | 3 022 916 |
| 5                     | Ian Poulter        | 2 581 257 |
| 6                     | Branden Grace      | 2 502 501 |
| 7                     | Luke Donald        | 2 373 540 |
| 8                     | Francesco Molinari | 2 215 229 |
| 9                     | Graeme McDowell    | 1 945 056 |
| 10                    | Paul Lawrie        | 1 910 381 |
| Classement final 2012 |                    |           |